# 希菴玄密
希菴玄密（きあんげんみつ) （生年不詳 - 元亀3年11月26日（1572年12月30日））は、戦国時代末の臨済宗妙心寺派の高僧。京都妙心寺の管長職を五度務め、快川国師とともに臨済宗二大徳と並び称された。

## 生涯
希菴は京都の出身で、建仁寺の月谷禅師に従って出家し各地を巡って修行した。次に雪嶺永瑾から文墨を学んだ後、愚渓寺（岐阜県可児郡御嵩町)の明叔慶浚禅師の高徳に心うたれて参禅し、ついにその法を嗣ぎ、明叔禅師の命に従って京都妙心寺の塔頭のひとつである大心院に入った。
天文年間（1532年-1555年）に、飛騨桜洞城主の三木良頼が東泉寺を、当時飛騨の禅昌寺四世であった希菴玄密を開山に招いて開いている。
天文12、13年（1543年-1544年）頃、美濃国の大圓寺の住持であった明叔慶浚の後任として遠山荘の地頭の遠山景前に招かれて大圓寺に入った。当時、希菴は臨済宗に手厚い保護を与えていた武田信玄とも懇意であり、武田信玄と遠山景前との仲介役の立場にあった。
弘治2年(1556年)7月に遠山景前が死去し、遠山景任が後を継ぐと織田氏から妻を迎え(おつやの方)関係が深まり始めた。希菴は禅昌寺へ移り、永禄元年(1558年)禅昌寺にて遠山景前の三回忌の法要を行った。その時の香語は以下の通り
永禄3年（1560年）希菴は勅を奉じて大本山妙心寺に入り管長職を五度も務め名声は高まった。
希菴は雪江の定めた一住三年の制を一住一年に改めて同門出世の道を開いた。
大圓寺は遠山氏一族の菩提寺であり、永保寺（岐阜県多治見市）、愚渓寺(岐阜県御嵩町）とともに東濃三名刹と呼ばれていた。禅昌寺は天下の十刹古禅寺として知られている。
永禄7年（1564年）武田信玄が菩提寺の恵林寺に、礼を尽くして希菴を迎え、信玄の生母大井夫人の十三回忌法要を営んだ。山梨県南部町の円蔵院には伝わる穴山信友の肖像（信友は永禄3年（1560年）に死去）には希菴玄密の賛文が寄せられている。賛文は永禄10年（1567年）のもので、永禄9年（1566年）の信友七回忌に際して信友の子穴山信君により発注されたという。希菴は恵林寺から再び妙心寺に戻り、さらに大圓寺へ再度迎えられた。
元亀3年（1572年）秋山虎繁が率いる甲斐と信濃の武田勢が岩村遠山氏の岩村城を包囲して開城させた。(岩村城の戦い)。
信玄は大圓寺に居る希菴に対し、恵林寺へ戻るように再三使者を送り要請したが希菴は応ぜず、「老來一枕黒聒餘、使者敲門頻起予、但恨風流賢守識、閑名幾度上除書」と詩を書いて返答とした。その答辞を見て信玄は激怒し秋山虎繁に命じて希菴の殺害と大圓寺の破壊を命じた。
岩村城開城から約2週間後の11月26日、大圓寺に対しても武田勢が攻撃するとの噂を聞いて身の危険を感じた希菴は、伴の者と寺から伊勢に向かって西に逃げた。これを知った虎繁は、刺客として松澤源五郎、林甚助、小田切與助の3人を送り、彼らは飯羽間村で希菴一行に追付いて、飯羽間川にかかる橋（希菴橋）の上で全員を殺害した。享年70前後であった。近くに葬られ希菴塚として残されている。ところが希菴を殺害した3人は、半月もたたない内に気が狂ったり、狂った馬から落ちて命を落とした。それに留まらずその五箇月後には信玄が死亡している。
希菴が殺されたことは、甲陽軍鑑末書九品之九に『関山宗の名和尚希菴と申すを、甲州へ御呼び候へども御越なきとて、信玄公秋山伯耆守に被仰付御ころし候。元亀三壬申年十一月廿六日に如此。伯耆守申付候出抜は伊奈の松沢源五郎小田切与介林勘介是三人なり。何れも十五日の内に狂気さし、あるひは癲狂をかき落馬して死する也。信玄公も其次の年天正元年四月十二日に御他界也。禅宗の名知識などに悪しく御あたり有るべからず候其のため有り様に書付申候也云々』とある。殺害された希菴らは村人達によって付近に葬られ希菴塚と呼ばれている。
東濃三大名刹の一つと言われ、約15ヘクタールもの広大な敷地と常時100名を越す修行僧が居た大圓寺の建物群は、武田勢に破壊されて、仏像や庭園などの貴重な文化財、遠山氏累代の墓や過去帳をはじめとする書物や絵画もろとも全て焼失し、歴史の幕を下ろした。その為希菴の自賛頂相は残っていないが、岐阜県下呂市の玉龍寺に残る「異本葛藤集」に、「金襴黒竹紫袈裟、伝受還陀老克家、真相元来是無相、儼然面目趙昌花、希菴和尚肖像自賛」との記述がある。
希菴には三法嗣があり、それぞれ発展したので希菴の法脈はいまも灯っている。

## 関連リンク
- 臨済宗五山派・美濃大円寺興亡史　花園大学国際禅学研究所
- 『岩村町史』 9.大円寺（明覚山） - WAIP（国立国会図書館）